# 卡勒姆·斯金纳
卡勒姆·斯金纳（英語：Callum Skinner，1992年8月20日—）是一名英国前男子场地自行车运动员。他曾参加2016年里约奥运，首先在团体竞速赛上联同队友获得金牌，之后在个人竞速赛上获得银牌。